# Siw Mattson
Siw Mattson (geb. um 1945) ist eine schwedische Schauspielerin.

## Karriere
Mattsons bekanntester Film ist der Edgar-Wallace-Film Im Banne des Unheimlichen, wo sie an der Seite von Joachim Fuchsberger als Reporterin Peggy Ward fungierte. Man plante sie 1968 noch für einen weiteren Edgar-Wallace-Film, Der Gorilla von Soho, ein. Diese Idee wurde jedoch nicht realisiert. Im Weiteren spielte sie noch in kleineren, schwedischen Filmstreifen.

## Filmografie
- 1968: Im Banne des Unheimlichen
- 1968: Wie der nackte Wind des Meeres (...som havets nakna vind)
- 1969: Die Verstoßene (Aus dem Tagebuch einer Halbjungfrau) (Eva – den utstötta)